# Acraea rosa
Acraea rosa är en fjärilsart som beskrevs av Eltringham 1912. Acraea rosa ingår i släktet Acraea och familjen praktfjärilar. Inga underarter finns listade i Catalogue of Life.